# Херцози на Парма
Това е списък на херцозите на Парма. От 1556 г. те са също херцози на Пиаченца. Между 1748 и 1848 г. те са също херцози на Гвастала.

## Херцози наПарма(Фарнезе)
- 1545-1547: Пиер Луиджи Фарнезе
- 1547-1586: Отавио Фарнезе
- 1586-1592: Алесандро (Александър) Фарнезе
- 1592-1622: Ранучо I Фарнезе
- 1622-1646: Одоардо I Фарнезе
- 1646-1694: Ранучо II Фарнезе
- 1694-1727: Франческо Фарнезе
- 1727-1731: Антонио Фарнезе

1731: С Антонио завършва рода Фарнезе по мъжка линия.

## Херцози на Парма (Бурбони)
- 1731-1735: Карл I

## Херцози на Парма (Хабсбурги)
- 1735-1740: Карл II
- 1740-1748: Мария Тереза

## Херцози на Парма (Бурбони)
- 1748-1765: Филип (син на Филип V)
- 1765-1802: Фердинанд

1801: Наполеон анектира Парма.

## Наполеонски херцози на Парма (Бонапарте)
- 1806-1808: Паулина Бонапарт (херцогиня на Парма и Гуастала)
- 1808-1814: Жан-Жак-Режи дьо Камбасерес
- 1808-1814: Шарл-Франсоа Лебрун (херцог на Пиаченца)

1814: В договора от Фонтенбло Парма отива на съпругата на Наполеон Мария Лоуиза Австрийска, 1815 г. е признато на Виенския конгрес.

## Херцози на Парма (Хабсбурги)
- 1814-1847: Мария-Луиза

## Херцози на Парма (Бурбони)
- 1847-1849: Карлос II Лудвиг
- 1849-1854: Карлос III
- 1854-1860: Роберто I

През 1854 г. майката на Роберто – херцогиня Луиза Мария Тереза Френска, род. дьо Бери, е регентка на Парма. 1859 г. тя бяга с децата си в Швейцария и по-късно в Австрия. През 1860 г. Парма влиза в Кралство Сардиния. Титлата „Херцог на Парма“ продължава да се носи от мъжките наследници.

## Титулярни херцози на Парма от 1860 г.
- 1860-1907: Робертo I
- 1907-1939: Енрико I Бурбон-Пармски
- 1939-1950: Джузепе Бурбон-Пармски (Йозеф)
- 1950-1959: Елиас
- 1959-1974: Роберто II
- 1974-1977: Франц Ксавиер
- 1977-2010: Карлос Хуго
- 2010-днес: Карлос